# 楊輝 (播州)
楊輝（1433年—1483年），號退齋，第25任播州土司。
楊輝是前任土司楊綱之子。正統十四年（1449年），其父楊綱以老疾為由致仕，由楊輝襲播州宣慰使之職。景泰三年，楊輝奏稱：「湖、贵所辖臻、剖、五坌等苗贼，纠合草塘、江渡诸苗黄龙、韦保等，杀掠人民，屡抚复叛，乞调兵征剿，以靖民患。」景泰帝命令貴州總督王來、總兵梁珤等發兵進剿。成化十年，由于播州贼赍果等屡岁为患，敕责川、贵镇巡官。
楊輝娶俞氏為妻，因無子，又娶思南田氏為妾。田氏為楊輝誕下一子楊友。不久之後，俞氏也為楊輝生下了楊愛。楊輝寵愛楊友，希望立楊友為嗣，但遭到群臣的反對，沒有成功。成化十一年六月，土官同知羅宏奏楊輝有疾，希望致仕，明廷任命楊愛繼任播州宣慰使，但因楊愛年幼，楊輝仍暫理播州軍事。當時苗族叛軍侵犯邊界，明廷命令會剿。楊輝於成化十二年誣稱「夭坝、平地五十三寨及重安所辖湾溪等寨屡被苗蛮占据」，派兵征討，並讓楊友冒功，楊友遂被明廷任命為安寧宣撫使，管理這一帶。
楊輝墓位於遵义市播州区团溪镇白果村的雷水堰。此前，在該地的一處單室墓葬長期被認為是楊輝墓；該單室墓葬於1972年被考古發掘，並於1982年被列为贵州省重点文物保护单位。2006年，該單室墓葬又發現一座與其等級相當的三室石墓，並於2015年被認定為楊輝的真實墓葬。楊輝的真實墓葬為楊輝與俞氏、田氏的夫妻合葬墓，出土有三通石碑。